# Thysanocardia procera
Thysanocardia procera är en stjärnmaskart som först beskrevs av Mobius 1875.  Thysanocardia procera ingår i släktet Thysanocardia och familjen Golfingiidae. Arten är reproducerande i Sverige. Inga underarter finns listade i Catalogue of Life.